# Noël Beda

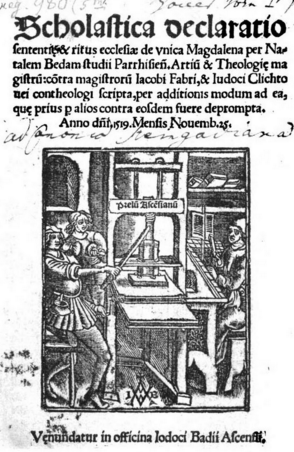
Scholastica declaratio sententiae et ritus de unica Magdalena (1519)

Noël Beda ook Noël Bédier of Novel Beda (omgeving van Avranches, ca. 1470 - Mont-Saint-Michel, 8 januari 1537) was een Frans theoloog en inquisiteur.

## Levensloop
Eerst principaal van het Collège de Montaigu (1504-1513) werd hij hoogleraar godgeleerdheid aan de Sorbonne. Hij werd ook decaan van deze faculteit.
Hij kreeg bekendheid door zijn strijd tegen humanisten en hervormingsgezinden. 
Toen hij de parafrase van het Evangelie van Lucas geschreven door Erasmus, op last van de universiteit aan een onderzoek naar de leerstellige betrouwbaarheid moest onderwerpen, oordeelde hij dat in de tekst een vijftigtal te veroordelen passages voorkwamen.
Hij trok van leer tegen het Cenakel van Meaux en zijn leden. Hij ging de strijd aan met Jacques Lefebvre d'Etaples over het twistpunt of er een of drie verschillende Maria's voorkwamen in de Evangelies.
Hij vervolgde doctor James Merlin die een Apologie van Origenes had geschreven.
Hij waagde zich op het politieke pad door publiek beoordelingen te uiten in verband met de strijd van  koning Hendrik VIII van Engeland en de katholieke kerk. Zijn voornaamste fout was dat hij kritiek uitbracht op koning Frans I van Frankrijk, als gevolg van diens alliantie met de Engelse koning. Daarenboven bekritiseerde hij de koning omdat hij, volgens hem, te toegeeflijk was tegenover de protestanten.  
Hij werd in 1533 uit Parijs verbannen, maar toen hij na enkele tijd mocht terugkeren, had hij duidelijk niets geleerd en trok hij opnieuw van leer. Nu vond men dat het genoeg was geweest. In 1536 werd hij gedwongen om op het voorplein voor de Notre-Dame om vergiffenis te vragen en hij werd vervolgens opgesloten in de abdij van de Mont Saint-Michel, waar hij overleed.

## Publicaties
- De unica Magdalena, Parijs, 1519.
- Contra commentarios Fabri in Evangelia,
- Contra Erasmi paraphrases
- Apologia pro filiabus et nepotibus Annae, contra Fabrum, 1520.
- Apologia cotra clandestinos lutheranos, 1529.
- Dialogues contre l'Apologie d'Origine du docteur Marlin, z.d.
- Traité sur le rétablissement de la bénédiction du cierge pascal, z. d.
- Confession de foi, z. d.